# Schronisko Górne w Kosiej Górze
Schronisko Górne w Kosiej Górze, Schronisko w skałach na wschód od Grodziska Górne – schron jaskiniowy znajdujący się na wzgórzu Kosia Góra we wsi Ryczów w województwie śląskim, w powiecie zawierciańskim, w gminie Ogrodzieniec. Wzgórze to znajduje się w lesie, w odległości około 200 m na wschód od skały Strażnica widocznej po prawej stronie asfaltowej drogi z Ryczowa do Złożeńca. W literaturze turystycznej wzgórze lokalizowane jest w paśmie wzniesień zwanym Pasmem Smoleńsko-Niegowonickim. W regionalizacji geograficznej Polski według Jerzego Kondrackiego znajduje się na Wyżynie Ryczowskiej będącej częścią Wyżyny Częstochowskiej, ta zaś wchodzi w skład Wyżyny Krakowsko-Częstochowskiej.

## Opis schroniska
Schronisko znajduje się po północnej stronie najwyższej ze skał Kosiej Góry (jest to Kosia Skała). Ma jeden otwór wejściowy o szerokości około 2 m i głębokości do 2,5 m. Znajduje się on na rozpadlinie u południowo-wschodniej podstawy najwyższej skały. Do wnętrza schroniska prowadzi ciasny, trójkątny otwór pod okapem. Znajduje się za nim niska komórka o kwadratowym zarysie, przegrodzona pionowym progiem o wysokości 0,5 m. W stropie nad nim znajdują się zaklinowane głazy. Przez szczeliny między nimi przebija się światło słoneczne. W głąb skały odchodzi od komórki niski i zamulony korytarzyk. Można dostrzec jego kontynuację na długości kilku metrów, ale dla człowieka jest zbyt ciasny.
Schronisko wytworzyło się w wapieniach jury późnej. Jest fragmentem większego obiektu jaskiniowego, który powstał w warunkach freatycznych na międzyławicowej fudze rozciętej pionowym pęknięciem. Schronisko jest wilgotne, o piaszczystym namulisku pokrytym śmieciami i skalnymi blokami. W jego otworze rosną paprocie, mchy i porosty, wewnątrz obserwowano liczne pajęczaki.

## Historia poznania i dokumentacji
Schronisko jest znane od dawne i odwiedzane – świadczą o tym m.in. śmieci na jego dnie. Po raz pierwszy wzmiankowali go M. Szelerewicz i A. Górny w 1991 r. Oni też sporządzili jego dokumentację dla Zarządu Zespołu Jurajskich Parków Krajobrazowych woj. katowickiego oraz dla Ministerstwa Środowiska w roku 2000.
U podstawy południowej ściany Kosiej Skały jest jeszcze drugie schronisko – Schronisko Dolne w Kosiej Górze.

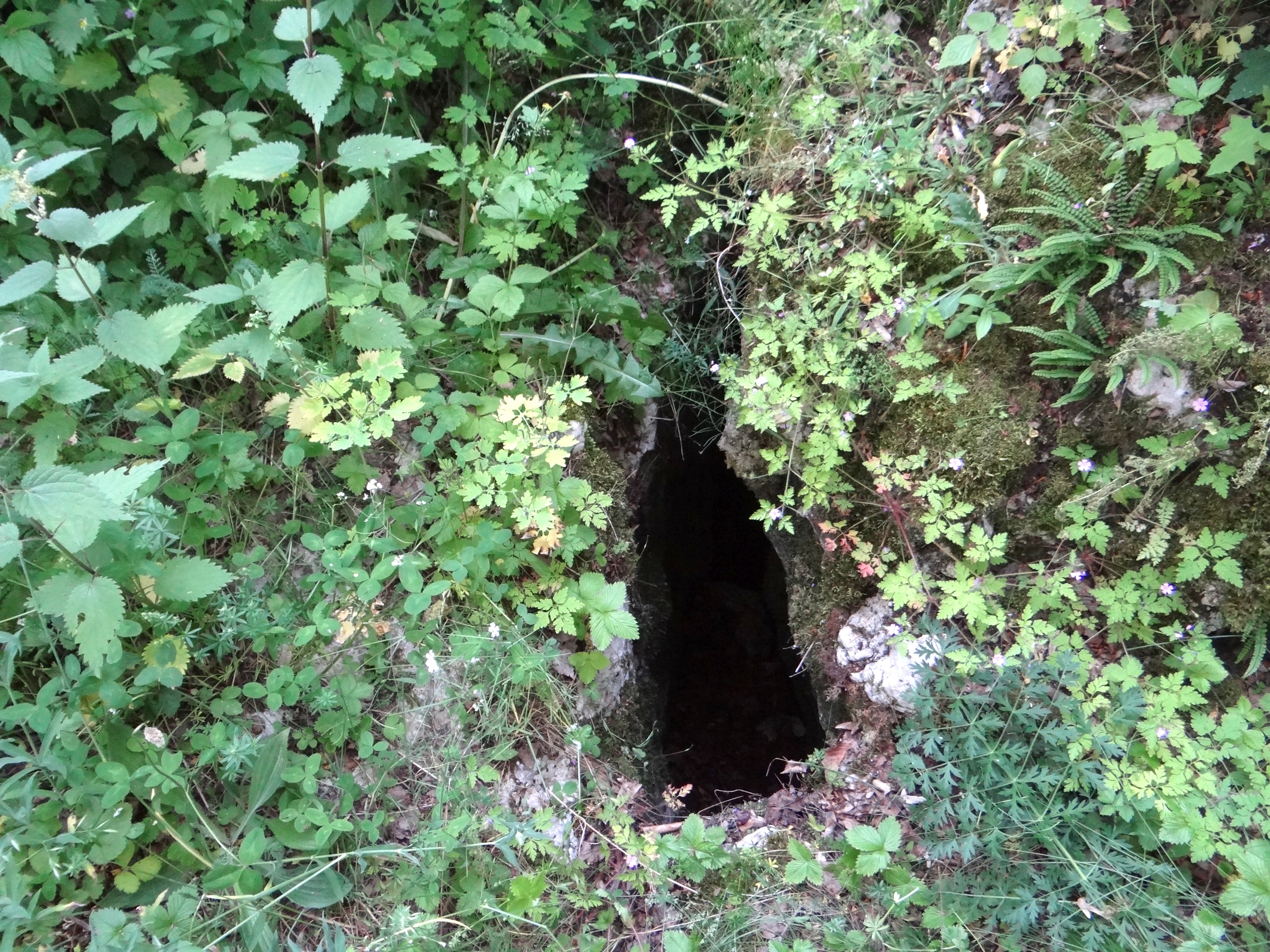
Otwór schroniska